# S/2004 S 13
S/2004 S 13 是土星的一颗天然卫星。发现时间是在2004年12月12日。发现者是斯科特·谢泼德、大衛·朱維特等人.S/2004 S 13直径大约6千米，运行轨道距离土星大约 18,056 Mm，轨道周期905.848 日。轨道与黄道角度为 167°（相对土星赤道166°）以离心率0.261绕土星逆行轨道运行。